# بس بايار (باتاوة)
بس بايار (بالفارسية: پس بایار) هي قرية تقع في إيران في قسم باتاوة الريفي. يقدر عدد سكانها بـ 48 نسمة بحسب إحصاء 2016.